# The Venetian Macao
The Venetian Macao là một khách sạn, khu nghỉ dưỡng, sòng bạc ở Ma Cao, Trung Quốc thuộc sở hữu của tập đoàn Las Vegas Sands và tỷ phú Mỹ Sheldon Adelson. Tổ hợp này bao gồm 7 khách sạn trị giá 2,4 tỷ đôla (USD) được xây dựng trên khu đất Cotai Strip với tổng diện tích lên tới 980.000 m 2. Venetian Macao được xây dựng dựa trên mô phỏng của khu nghỉ mát, casino The Venetian ở Las Vegas và là cấu trúc khách sạn lớn nhất ở châu Á, tòa nhà lớn thứ sáu trên thế giới và là sòng bạc lớn nhất trên thế giới.
Tòa tháp chính của khách sạn được hoàn thành vào tháng 7 năm 2007 còn các khu du lịch chính thức khai trương vào ngày 28 tháng 8 năm 2007. Khu nghỉ mát này có 3000 phòng với không gian tới 1.200.000 sq ft (110.000 m 2), trung tâm mua sắm có diện tích 1.600.000 sq ft (150.000 m 2), và không gian của sòng bạc là 550.000 feet vuông (51.000 m 2) - 3400 máy đánh bạc và 870 bàn đánh bạc và đấu trường thể thao trong nhà Cotai Arena có 15.000 chỗ ngồi phục vụ cho các sự kiện giải trí, thể thao.
Các bức tường và trần nhà ở Venetian được trang trí bằng các bức bích họa kiểu Ý và bản sao với kích cỡ y như thật của một cây cầu ở Venice để chào đón du khách. Bên trong khu nghỉ dưỡng và sòng bạc còn có một con kênh chảy qua những dãy phòng có trần nhà được mô phỏng là bầu trời xanh rất giống thật. Việc đi lại trên con kênh này người ta bố trí những chiếc thuyền đáy bằng sử dụng ở Venice và thuyền tam bản của Trung Quốc.

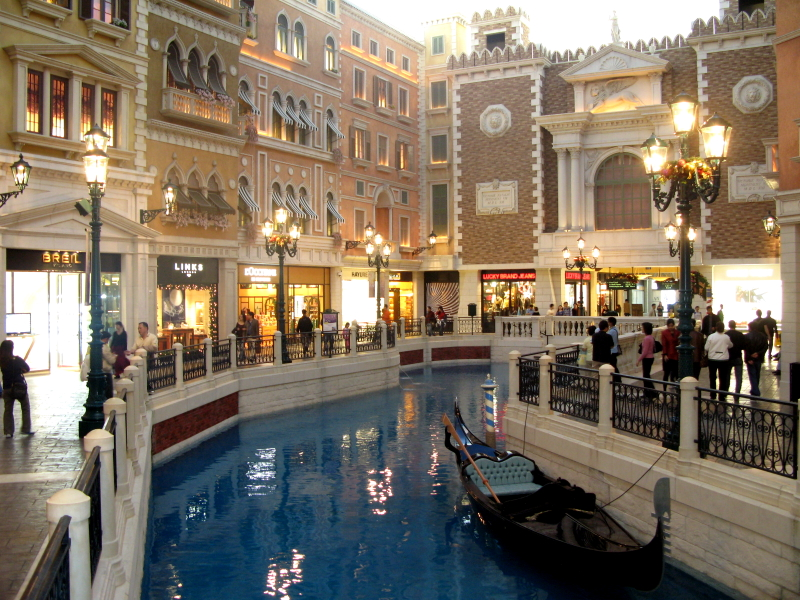
kênh San Luca

Venetian Macao chính là "thủ đô" giải trí ở châu Á, với tổ hợp sòng bạc Venetian Macao, đã góp phần đưa vùng đất ven biển phía nam Trung Quốc vượt qua Las Vegas của Mỹ, trở thành trung tâm đỏ đen và sinh lời có quy mô nhất trên thế giới.

## Casino
Casino có diện tích 550.000 sq ft (51.000 m 2) được chia thành 4 khu vực chơi là Golden Fish, Imperial House, Red Dragon và Phoenix bao gồm hơn 3400 máy và 870 bàn đánh bạc.
Tại đây có câu lạc bộ Paiza Club chuyên phục vụ cho khách chơi cao cấp. Câu lạc bộ có lỗi đi riêng vào sảnh chính và hệ thống thang máy đưa khách lên các phòng. Khu vực chơi được chia thành các phòng đánh bạc nhỏ được đặt tên theo các địa danh nổi tiếng ở châu Á như Vân Nam, Quảng Châu, Hồng Kông, Singapore và Kuala Lumpur. Tại đây cũng có khu ăn uống phục vụ riêng 24h mỗi ngày cho khách chơi.

## Khu ở
Tòa tháp khách sạn bao gồm 3.000 phòng cao cấp từ cấp 7 đến tầng 38 với hệ thống thang máy phục vụ đi lại. Tại đây bao gồm các phòng dành cho khách cao cấp, trong đó lớn nhất là phòng "Presidente" với không gian bao gồm 12 phòng với 4 phòng ngủ.

## Khu vui chơi

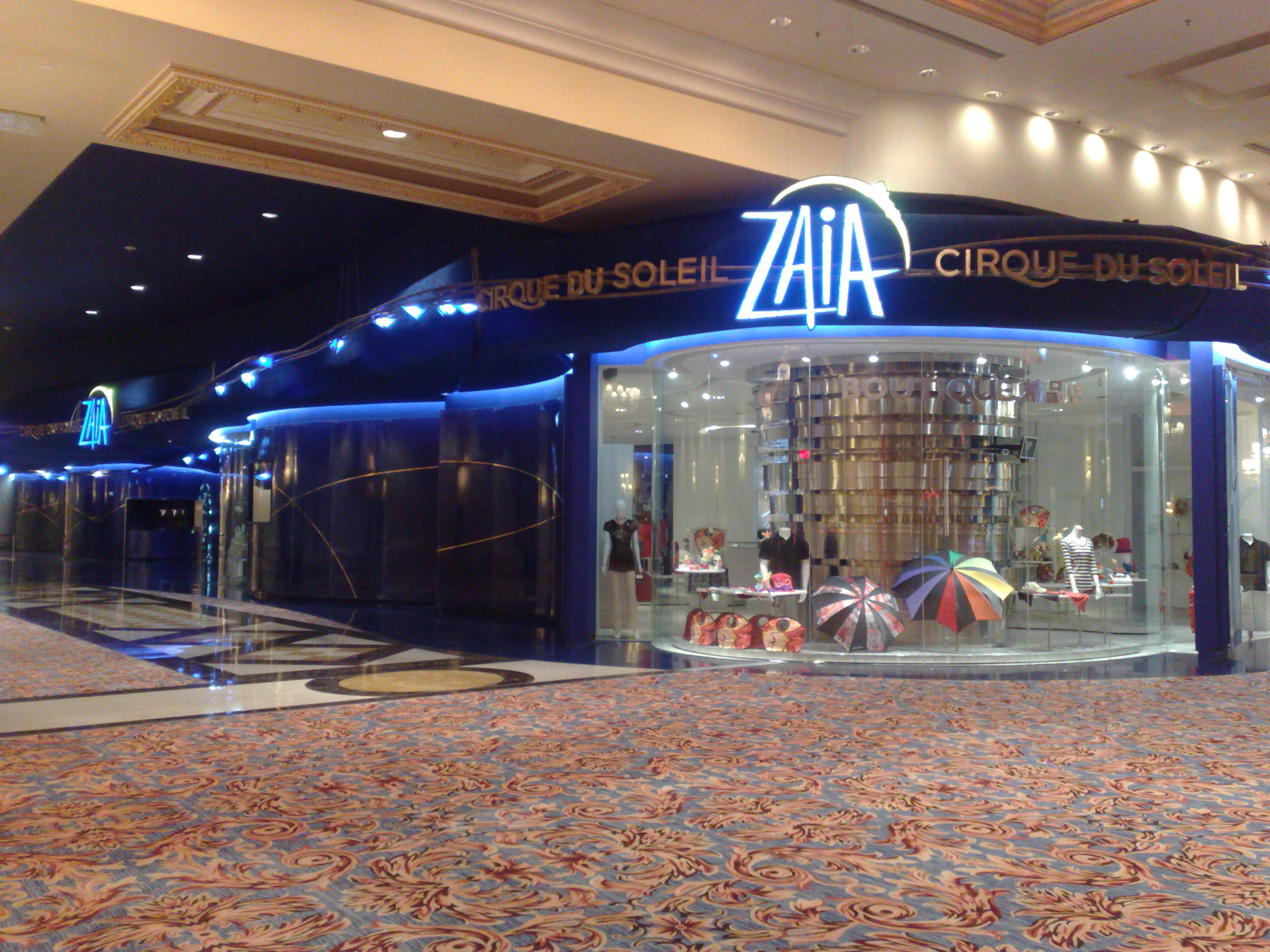
lối vào Zaia Coliseum

Cotai Arena hay Venetian Arena là một đấu trường trong nhà khai trương năm 2007 với sức chứa khoảng 15.000. Nơi đây tổ chức các sự kiện thể thao như quần vợt, bóng rổ và quyền Anh, cũng như các buổi hòa nhạc và chương trình truyền hình quốc tế. Tại đây có khu giải trí trình diễn xiếc Zaia Coliseum của công ty giải trí Cirque du Soleil với 1.800 chỗ ngồi là nơi diễn ra những chương trình trình diễn đặc sắc với nhiều nghệ sĩ có tên tuổi.